# Musée du vieil Auvillar
Pour l’article homonyme, voir Musée de la batellerie.
Le musée du vieil Auvillar (Tarn-et-Garonne), ou musée de la faïence et de la batellerie, est situé dans la mairie. Il regroupe les anciens musées de la faïence et de la batellerie.

## Historique
L’association des Amis du Vieil Auvillar gère le musée depuis 1930 et organise les visites commentées du patrimoine auvillarais. Les objets viennent des gens du village qui voulaient montrer la vitalité de leur village, complétés depuis.
Il a obtenu le label Musée de France en 2003.

## Collections

### La faïence
Le musée expose plus de 400 anciennes faïences locales du XVIIIe et XIXe siècles.
Il retrace les milliers de plats, assiettes et objets confectionnés entre 1739 et 1909 dans 20 petites entreprises artisanales, appelées fabriques.

### La batellerie
La visite du musée de la batellerie se réalise avec un système de haut-parleurs qui diffusent les informations sur l'histoire des bateaux sur la Garonne aux siècles passés.
Le port d'Auvillar est un ancien centre de la batellerie sur la Garonne et a pour origine un ancien péage fluvial déjà connu en 1204.

### Autres collections
Le musée expose aussi une collection de plume d'oie à écrire.
Favorisée par une région de dense élevages de volailles, la production s'élevait à la fin du XVIIIe siècle à plusieurs centaines de milliers de plumes. Chaque aile d'oie ne donnait que quelques rémiges de grande qualité dites « plumes de marque » à canon très large.